# چیمنی راک
چیمنی راک (به انگلیسی: Chimney Rock) یک کوه و یخچال طبیعی در ایالات متحده آمریکا است که در واشینگتن واقع شده‌است. چیمنی راک ۲٬۳۵۵٫۲۲ متر بالاتر از سطح دریا واقع شده‌است.